# Limitada Santafesina

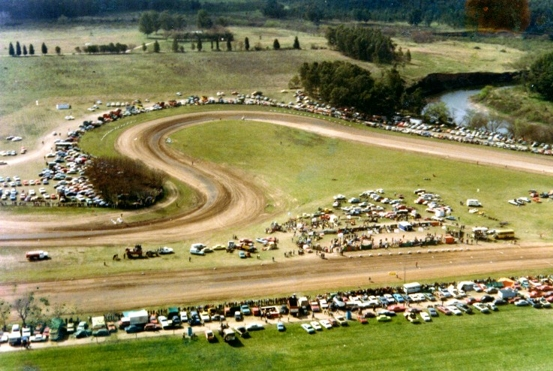
Aspecto de una carrera del 1 de abril de 1979 en Oliveros que tuvo una asistencia de más de 5000 personas presentes..

Limitada Santafesina fue una categoría de monoplazas con motor trasero de la provincia de Santa Fe y parte de Córdoba en Argentina.
Sus inicios no son claros y se basan en recuerdos de infancia y viajes en familia a las carreras, siendo el furor de éstas en la década del setenta del siglo XX.

## Descripción
Su funcionamiento era simple, gente con ganas de preparar un auto para correr, más gente con ganas de manejarlos, más gente con ganas de preparar un circuito para que el pueblo fuera nombrado en las radios y en los diarios, y sobre todo muchísima gente con ganas de ver estos espectáculos.
Su época de esplendor fue en los 70 y mayormente se corría en circuitos de tierra compactada, destacándose los de Las Parejas, Cañada de Gómez, Chañar Ladeado, Colonia Hansen, Granadero Baigorria, Guatimozín, Las Rosas, Las Varillas, Marcos Juárez, Oliveros, Salto Grande, San Jorge, San José de la Esquina, Totoras, Villa Constitución y muchos otros.
Se utilizaban mayormente chasis Bravi, construidos en la ciudad de Rosario por Jerry Bravi, también los chasis Rossi del constructor Juan Rossi, aunque con el tiempo estos fueron superados por los Berta, en lo que fue una de las causas principales del ocaso de la categoría debido a su alto costo, sumado al hecho de que el motor utilizado hasta principios de los 80 era el Jeep 4 que paulatinamente comenzó a ser reemplazado por motores Ford Taunus y algún otro, pero en este caso porque ya comenzaban a escasear los repuestos y se tornaba muy onerosa su preparación.

## Pilotos célebres
En su grilla de partida pasaron pilotos de gran calidad, siendo su máximo exponente Oscar Larrauri, quien llegara a ser campeón de la Fórmula 3 Europea y participante en la Fórmula 1 con un monoplaza de EuroBrun Racing.
También se destacaron José Alberto Cerrato, José Luis Bengoechea, Rafael Juan Lonac, Augusto (Bochi) Guenier, Norberto Caballero, Ricardo Ballari, Abel Venaría, Horacio Argüello, Roberto Tocalli, Atilio Serre, Norberto Tedeschi, Amadeo Manini, Norberto Gentili, Juan Yannantuoni, Daniel Nebreda, Raúl Guagliano, Andrés Sarich, Héctor Moriconi, Hugo Redolfi, Oscar Marconi  entre otros.